# All by Myself (Eric Carmen)
All by Myself è una canzone scritta e registrata dal cantante americano Eric Carmen, pubblicata nel 1975. Il tema musicale del brano si basa sul secondo movimento (Adagio sostenuto) del Concerto per pianoforte e orchestra n. 2 in do minore, op. 18 di Sergei Rachmaninoff. (Lo stesso tema era stato usato nella colonna sonora del film britannico Breve incontro, del 1945). Il ritornello fu preso in prestito dalla canzone Let's Pretend, che Carmen scrisse e registrò con il suo gruppo The Raspberries nel 1973.
Il brano è stato il primo singolo estratto dal primo LP solista di Carmen dopo aver lasciato il suo gruppo e fu pubblicato nel dicembre del 1975, ottenendo un buon successo di pubblico e commerciale, tanto da diventare una delle canzoni più re-interpretate da molti artisti tra cui i noti Céline Dion o Il Divo.

## Contenuti e interpretazioni dal vivo
La musica di Rachmaninoff negli Stati Uniti era di dominio pubblico e quando Carmen decise di utilizzarla per la sua canzone, era all'oscuro che al di fuori del suo paese esistesse un copyright che proteggesse i diritti d'autore. Successivamente alla pubblicazione dell'album, il cantante fu contattato dagli eredi di Rachmaninoff, che gli chiesero di pagare i diritti, e così fu raggiunto un accordo in cui gli eredi avrebbero ricevuto il 12% dei diritti di All by Myself e di Never Gonna Fall in Love Again, quest'ultimo basato sul terzo movimento della Sinfonia n. 2 di Rachmaninoff.
Carmen dichiarò di aver incorporato anche parte di un'altra melodia in questa canzone. La melodia fu presa dal suo precedente successo con i The Raspberries, Let's Pretend.
L'assolo di chitarra slide fu eseguito dal chitarrista Hugh McCracken.
Carmen eseguì All by Myself al programma televisivo The Midnight Special il 23 luglio 1976 (stagione 4, episodio 37). Lo spettacolo era presentato dai The Spinners.

## Successo commerciale
Il brano raggiunse la posizione numero due della Billboard Hot 100, mentre la prima posizione era occupata da Love Machine dei The Miracles. All by Myself raggiunse la numero uno della Top 100 Singles della rivista Cash Box e la numero tre in Canada. In Canada raggiunse anche la prima posizione della classifica Adult Contemporary stilata RPM.
Il singolo vendette più di un milione di copie negli Stati Uniti e fu certificato disco d'oro dalla RIAA nell'aprile 1976. All by Myself è stata il primo degli otto successi di Carmen ad entrare nella top 40 statunitense.
In Europa il singolo raggiunse la top ten delle classifiche olandesi mentre nel Regno Unito raggiunse la numero dodici e fu l'unico successo ad entrare nella top 40 britannica. In un sondaggio del 2006 del programma britannico Britain's Favourite Break-up Songs trasmesso da Channel 5, la canzone di Eric Carmen fu votata e classificata alla diciassettesima posizione.
Anche in Nuova Zelanda All by Myself si posizionò tra le prime dieci raggiungendo la sesta posizione.

## Formati e tracce
CD Mini Singolo (Giappone) (BMGCRD-2158)
1. All by Myself – 4:26 (Eric Carmen)
2. Last Night – 2:56 (Carmen)

LP Singolo 7" (Australia; Belgio) (AristaAR-11038; Arista: 4C 006-97354)
1. All by Myself – 4:22 (Carmen)
2. Everything – 1:52 (Carmen)

LP Singolo 7" (Brasile; Canada) (AristaAR-31011; Arista: AS 0165)
1. All by Myself – 4:22 (Carmen)
2. Everything – 1:52 (Carmen)

LP Singolo 7" (Danimarca; Regno Unito) (AristaARISTA 42; Arista: ARIST 42)
1. All by Myself – 4:22 (Carmen)
2. Last Night – 2:57 (Carmen)

LP Singolo 7" (Ecuador) (Arista114-0023)
1. All by Lyself (Todo por mi mismo) – 4:22 (Carmen)
2. Everything (Todo) – 1:52 (Carmen)

LP Singolo 7" (Francia; Jugoslavia) (Arista1C 006-97 568; Arista: SAR 88899)
1. All by Myself – 4:22 (Carmen)
2. Everything – 1:52 (Carmen)

LP Singolo 7" (Germania) (Arista1C 006-97 568)
1. All by Myself – 4:26 (Carmen)
2. That's Rock 'n' Roll – 2:58 (Carmen)

LP Singolo Promo 7" (Giappone) (AristaIER-10959)
1. All by Myself – 4:26 (Carmen)
2. Last Night – 2:56 (Carmen)

LP Singolo 7" (Giappone) (AristaAS 0165 SA)
1. All by Myself – 4:22 (Carmen)
2. Never Gonna Fall in Love Again – 3:45 (Carmen)

LP Singolo Promo 7" (Italia) (CAMAMP 179)
1. All by Myself – 4:22 (Carmen)

LP Singolo Promo 7" (Italia) (CAMAMP 179)
1. All by Myself – 4:28 (Carmen)
2. Everything – 1:58 (Carmen)

LP Singolo 7" (Messico) (Arista7886)
1. Completamente Solo (All by Myself) – 4:22 (Carmen)
2. Todo (Everything) – 1:52 (Carmen)

LP Singolo 7" (Messico) (AristaEPEM-10798)
1. Completamente Solo (All by Myself) (Version Larga) – 7:13 (Carmen)
2. Esto Es Rock & Roll (That's Rock & Roll) – 3:10 (Carmen)
3. On Broadway (En Broadway) – 3:26 (Barry Mann, Cynthia Weil, Jerry Leiber and Mike)

LP Singolo 7" (Nuova Zelanda; Paesi Bassi) (AristaATA 165; Arista: 5C 006-97 354)
1. All by Myself – 4:22 (Carmen)
2. Everything – 1:52 (Carmen)

LP Singolo 7" (Portogallo; Stati Uniti) (Arista8E 006 97 354 F; Arista: AS 0165)
1. All by Myself – 4:22 (Carmen)
2. Everything – 1:52 (Carmen)

LP Singolo 7" (Spagna) (Arista1 J 006-97354)
1. All by Myself (Completamente Solo) – 7:13 (Carmen)
2. Great Expectations (Grandes Esperanzas) – 3:03 (Carmen)

LP Singolo Promo 7" (Stati Uniti) (AristaAS 0165)
1. All by Myself – 4:22 (Carmen)
2. Everything – 1:52 (Carmen)

LP Singolo 7" (Venezuela) (Arista4AR-610)
1. All by Myself – 4:22 (Carmen)
2. Last Night – 2:56 (Carmen)

## Classifiche

### Classifiche settimanali
| Classifica (1975-1976)                                | Posizione massima raggiunta |
| ----------------------------------------------------- | --------------------------- |
| Belgio Fiandre (Ultratop 50)                          | 15                          |
| Canada (RPM Top Singles)                              | 3                           |
| Canada (RPM Pop Music Playlist)                       | 1                           |
| Irlanda (IRMA)                                        | 16                          |
| Nuova Zelanda (The Official NZ Music Charts)          | 6                           |
| Paesi Bassi (Dutch Top 40)                            | 10                          |
| Paesi Bassi (Single Top 100)                          | 7                           |
| Paesi Bassi (Tipparade)                               | 10                          |
| Regno Unito (Official Singles Chart Top 50)           | 12                          |
| Stati Uniti (Bilboard Hot 100)                        | 2                           |
| Stati Uniti (Billboard Hot Adult Contemporary Tracks) | 6                           |
| Stati Uniti (Cash Box Top 100 Singles)                | 1                           |
| Sudafrica (Springbok Radio/Radio Orion)               | 9                           |

### Classifiche di fine anno
| Classifica (1976)                                | Posizione |
| ------------------------------------------------ | --------- |
| Canada (RPM Top 200 singles of '76)              | 48        |
| Stati Uniti (Billboard Hot 100 - 1976)           | 40        |
| Stati Uniti (The Cash Box Year-End Charts: 1976) | 41        |

## Cronologia di pubblicazione
| Paese         | Data             | Formato     |
| ------------- | ---------------- | ----------- |
| Australia     | 16 febbraio 1976 | Vinile (7") |
| Belgio        | 1975             | Vinile (7") |
| Brasile       | 1975             | Vinile (7") |
| Canada        | 1975             | Vinile (7") |
| Danimarca     | 1976             | Vinile (7") |
| Ecuador       | 1976             | Vinile (7") |
| Francia       | 1976             | Vinile (7") |
| Germania      | 1976             | Vinile (7") |
| Giappone      | 1975             | Vinile (7") |
| Giappone      | 2004             | CD Mini     |
| Italia        | 1976             | Vinile (7") |
| Jugoslavia    | 1976             | Vinile (7") |
| Messico       | 1976             | Vinile (7") |
| Nuova Zelanda | 1975             | Vinile (7") |
| Paesi Bassi   | 1975             | Vinile (7") |
| Portogallo    | 1976             | Vinile (7") |
| Regno Unito   | 1975             | Vinile (7") |
| Spagna        | 1976             | Vinile (7") |
| Stati Uniti   | 1975             | Vinile (7") |
| Venezuela     | 1976             | Vinile (7") |

## All by Myself(versione di Céline Dion)
Il brano ottenne una maggiore notorietà nel 1996 quando Céline Dion lo reinterpreta come quarto singolo promozionale del suo quarto album in lingua inglese Falling into You.

## Cover di altri interpreti
Nel 1976 All by Myself fu registrata anche Rico J. Puno. Un anno dopo la cantante americana Rosemary Clooney inserì la sua versione nel suo album Nice To Be.
Sempre nel 1976 Mario Tessuto ne incide una cover in italiano dal titolo Rivoglio lei, con testo di Cristiano Minellono, inserita nell'album Sole sulle viole
La cantante americana Sheryl Crow nel 1993 pubblicò Run Baby Run come singolo promozionale del suo album d'esordio Tuesday Night Music Club. Il CD singolo includeva come traccia lato B una cover di All by Myself. Quest'ultima fu pubblicata nell'edizione brasiliana dell'album. Nel 2009 la Crow pubblicò una versione deluxe dell'album, il quale conteniene un doppio CD su cui è inclusa la sua cover del brano.
La canzone fu incisa anche dalla cantante neozelandese Margaret Urlich e pubblicata come singolo nel 1994. La sua cover ottenne un discreto successo in Nuova Zelanda, raggiungendo la numero ventisei della classifica dei singoli più venduti.
Nel 1995, il gruppo rock statunitense Babes in Toyland registrò una propria versione di All by Myself per il terzo album Nemesisters.
La colonna sonora del film del 2001, Il diario di Bridget Jones presenta una cover del brano interpretata da Jamie O'Neal. La canzone è il primo brano che viene suonato nel film ed è il tema della scena in cui l'attrice Renée Zellweger, nei panni di Bridget Jones, emula una performance in pigiama. All by Myself fa parte dei sequel del film Che pasticcio Bridget Jones e Bridget Jones's Baby.
Nel 2006 il gruppo crossover Il Divo pubblicò come ultimo singolo promozionale per il secondo album in studio Ancora (2005), la cover della canzone intitolata All By Myself (Solo Otra Vez).
Nel 2008, il coro britannico di voci maschili Only Men Aloud! incise la canzone per l'album omonimo e la pubblicò come singolo.
Nel 2011 i Rhythm Affect incidono la cover del brano per l'album Memories of Legends: Greatest Love Songs.

## Impatto artistico
La versione di Eric Carmen è stata utilizzata nell'introduzione video del tour The Legally Proibited from Being Funny in Television Tour di Conan O'Brien. All by Myself è presente anche nel 17º episodio della seconda stagione della popolare sitcom Friends e in un episodio della quarta stagione della sitcom That '70s Show che mostra un Eric Forman depresso a causa della sua fidanzata Donna Pinciotti che lo ha lasciato. Il brano è presente anche in film come Una mummia per amico, Il diario di Bridget Jones, Da morire. La canzone di Carmen è stata utilizzata anche nell'episodio Senza parole del film I nuovi mostri di Dino Risi, con protagonisti Ornella Muti e Yorgo Voyagis. Nel film della Disney Zootropolis, un frammento della canzone viene ascoltato mentre il personaggio principale, Judy Hopps, sfoglia una canzone deprimente dopo l'altra sulla sua radiosveglia. Inoltre, la versione di Eric Carmen è contenuta anche nel primo episodio della quarta stagione di Scrubs intitolato La nuova amica della mia vecchia amica, e che mostra J.D., Turk e Carla mentre guidano i nuovi scooter comprati. La canzone è stata anche inclusa nel remake del film Il Grinch del 2018 e si può ascoltare nella scena in cui il Grinch suona la versione strumentale al piano invece di cantarla, mentre Max suona la batteria.
All by Myself è stata utilizzata anche a fini pubblicitari; nel 2020 è stata utilizzata una cover per lo spot tv della Jeep Renegade.